# Saltvik
Saltvik (fiń. Saltviikki) – miasto na Wyspach Alandzkich (autonomiczna część Finlandii). Według danych szacunkowych na rok 2016 liczy 1839 mieszkańców.

## Demografia
- Wykres liczby ludności Saltvik na przestrzeni ostatnich stu lat

źródło: 